# Otites porca

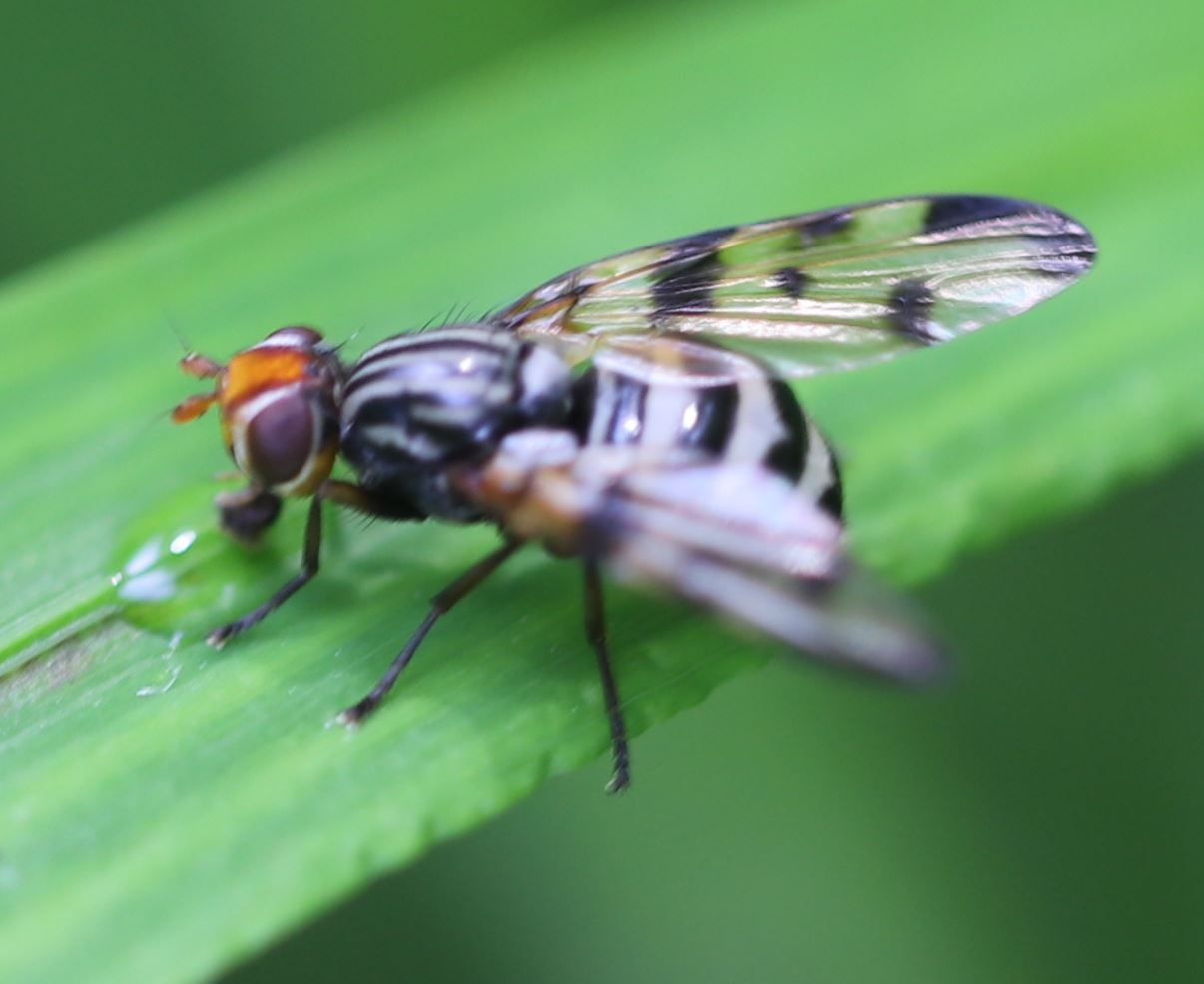
Seitenansicht

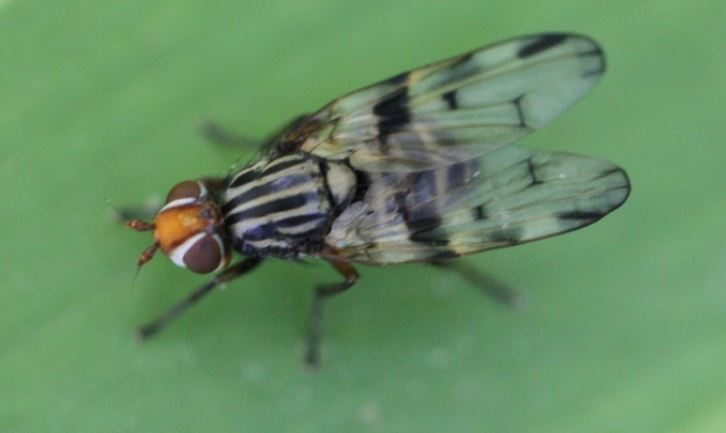
Dorsalansicht

Otites porca ist eine Art aus der Familie der Schmuckfliegen (Ulidiidae).

## Merkmale
Die Fliegen erreichen eine Körperlänge von 5 bis 10 Millimetern. Ihr Körper ist schwarz gefärbt und charakteristisch hell bestäubt. Das Mesonotum trägt vier schwarze Längsstreifen, die unbestäubt sind und von denen der mittlere deutlich vor dem Schildchen (Scutellum) endet. Die seitlich gelegenen Längsstreifen sind vorne kürzer. Die Tergite am Hinterleib sind auf der Vorderseite gelbgrau bestäubt. Diese Bestäubung reicht mittig zipfelartig nach hinten. Der Kopf ist rot, das Untergesicht, die Fühler und die Mitte der Stirn sind gelb, der Hinterkopf ist schwärzlich. Ein brauner Streifen verläuft vom unteren Rand der Facettenaugen bis zum Unterrand der Backen. Der Rüssel und die Fühlergruben sind innen schwarz, die Palpen sind gelb. Der Rand der Stirn ist an den Facettenaugen silbrigweiß bestäubt. Die Schwingkölbchen (Halteren) sind gelb, die Beine sind schwarz und haben gelbe Knie. Auf den Flügeln hat der Costalfleck keine Verbindung zum braunen Rand der Querader Ta.

## Vorkommen und Lebensweise
Die Tiere kommen im südlichen Mitteleuropa vor und sind häufige Blütenbesucher an Doldenblütlern. Man beobachtet die Fliegen ab Mai.

## Taxonomie
Bei einer Revision der Gattung Otites in den 2010er Jahren erhielt die Art eine neue gültige wissenschaftliche Bezeichnung: Otites porca bzw. Otites porcus.
Synonyme der Art sind:
- Musca porcus Latreille, 1804
- Blainvillia jucunda Robineau-Desvoidy, 1830
- Otites jucunda Macquart, 1835
- Ortalis jucunda Meigen, 1838
- Otites formosa var. jucunda Séguy, 1934
- Otites formosa jucunda Hennig, 1939
- Ortalis fastuosa Rondani, 1869
- Otites fastuosa Rivosecchi, 1995

In der Vergangenheit wurden die Exemplare im Südwesten Deutschlands der Art Otites formosa (Panzer, 1798) zugeordnet. Letztere wird mittlerweile als eine andere Art betrachtet, die im Osten Europas vorkommt und für welche im Rahmen der Revision der Name Otites ruficeps (Fabricius, 1805) vorgeschlagen wurde.